# Писандр Родосский
Писандр (др.-греч. Πείσανδρος, VII век до н. э.) — древнегреческий эпический поэт из города Камир на острове Родос, процветавший около 640 г. до н. э.

## Биография
Автор поэмы «Гераклея» (Ἡράκλεια) в 2 (12?) книгах. Он первый ввел в мифические сказания о Геракле число 12 подвигов и атрибуты его — львиную шкуру и дубину. Поэма Писандра, которая, по словам Климента Александрийского (Строматы, кн. 6, гл. 2), представляла собой всего лишь плагиат поэмы «Гераклея» некоего Писина из Линда, пользовалась в древности большим распространением и высоко ценилась. «Гераклея» Писандра, вероятно, заключала в себе сначала все 12 подвигов Геракла. До нас дошли из нее лишь несколько стихов. Александрийские ученые приняли Писандра в «канон» эпических поэтов и ставили его после Гомера и Гесиода.